# Insieme non numerabile
In matematica, un insieme non numerabile (o più che numerabile)  è un insieme infinito che non è numerabile, cioè non può essere posto in corrispondenza biunivoca con l'insieme dei numeri naturali.
L'esempio più noto di insieme non numerabile è l'insieme R di tutti i numeri reali; la non numerabilità può essere dimostrata con il procedimento diagonale di Cantor. La stessa tecnica dimostrativa può essere usata per dimostrare la non-numerabilità di molti altri insiemi, per esempio l'insieme di tutte le sequenze infinite di numeri naturali (e anche l'insieme di tutte le sequenze infinite composte solo da 0 e 1) e l'insieme di tutti i sottoinsiemi dei numeri naturali.
Non tutti gli insiemi non numerabili hanno la stessa dimensione; la dimensione degli insiemi infiniti è analizzata con la teoria dei numeri cardinali. L'affermazione che R sia il più piccolo insieme non numerabile (nel senso che il suo numero cardinale è il più piccolo numero cardinale non numerabile) costituisce l'ipotesi del continuo; questa ipotesi è indipendente dagli assiomi ordinari della teoria degli insiemi.
L'insieme di Cantor è un sottoinsieme non numerabile di R. L'insieme di Cantor è un frattale e ha dimensione di Hausdorff maggiore di 0 ma minore di 1 (R ha dimensione 1). Ciò è un caso particolare del seguente teorema: ogni sottoinsieme di R di dimensione di Hausdorff strettamente maggiore di 0 non è numerabile.